# Ліквація зональна
Ліквація зональна — неоднорідність хімічного складу центральних і периферійних зон зливків та великих виливків. Перші порції розплаву кристалізуються за вищої температури від стінок виливниці чи ливарної форми  з чистішого металу. Домішки, які знижують температуру плавлення сплавів, витісняються фронтом кристалізації в центральні ділянки, у яких завершується кристалізація за нижчих температур. Підвищена концентрація домішок у центральних зонах погіршує механічні властивості виливків зокрема, окрихчує їх. Різні елементи мають різну схильність до ліквації у сплавах. Так, у сталях, чавунах найсхильнішими до ліквації є шкідливі домішки — Сульфур і Фосфор. Вміст Сульфуру в осерді сталевих зливків може перевищувати його середній вміст у 5 разів, а вміст Фосфору — у 3 рази.
Зональна ліквація не усувається термічною обробкою.